# Arthrocnemum macrostachyum
Arthrocnemum macrostachyum — вид рослин з родини амарантових (Amaranthaceae), поширений у Південній Європі, Західній Азії й Пакистані, Африці.

## Опис
Міцний, однодомний, сивувато-зелений, що стає жовтувато-зеленим або червонуватим, багаторічник, до 150 см заввишки. Стебло до 1 см діаметром, дерев'янисте; гілки від розпростертих до вертикальних, м'ясисті, діаметром 3–4 мм. Листки м'ясисті, лускоподібні. Квітки в горизонтальних групах по 3, вбудовані в пазухи. Чоловічі квіти в колосі ≈ 2–3 см завдовжки; тичинок зазвичай 1. Жіночі квіти на подібних «колосах». Насіння ≈ 1 мм завдовжки, чорне, блискуче. 2n = 36; n = 18.
Цвіте з квітня по червень; плодоносить з липня по жовтень.

## Поширення
Поширений на Середземноморському узбережжі Європи, у Західній Азії й Пакистані, Африці.
Часто трапляється в солонуватих прибережних районах, що не піддаються дії припливів; населяє прибережні або внутрішні солончаки й болота.

## Галерея

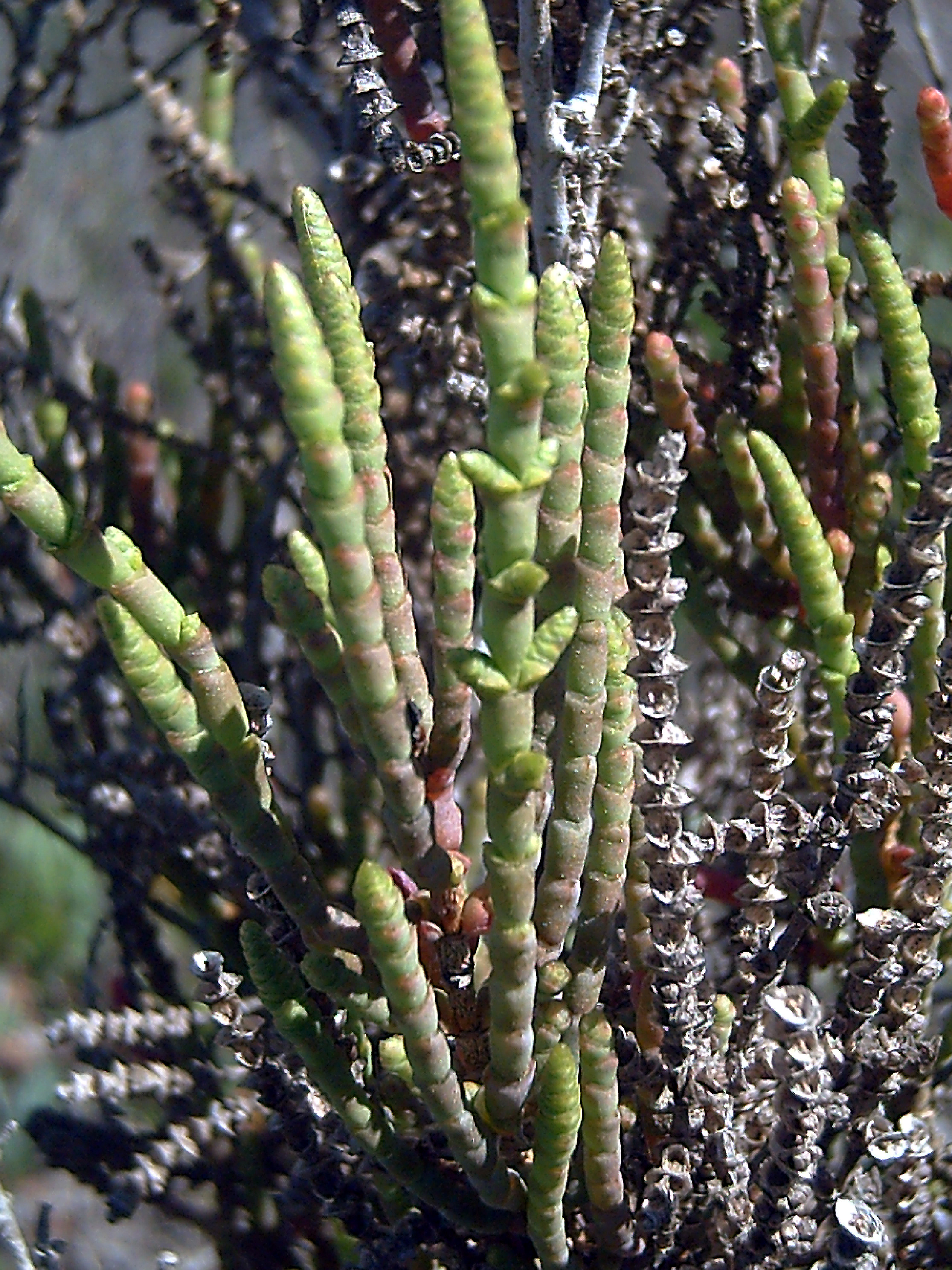
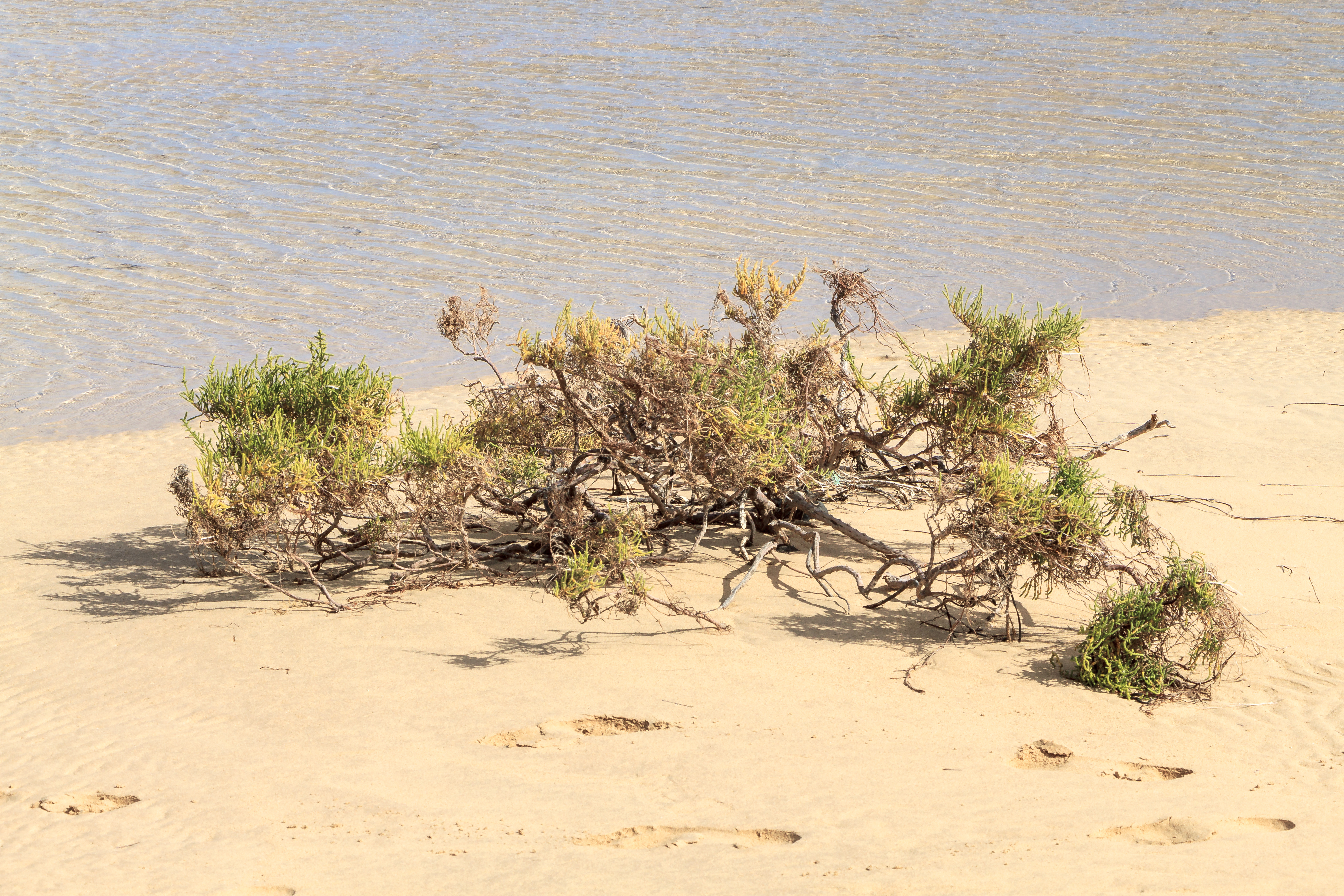
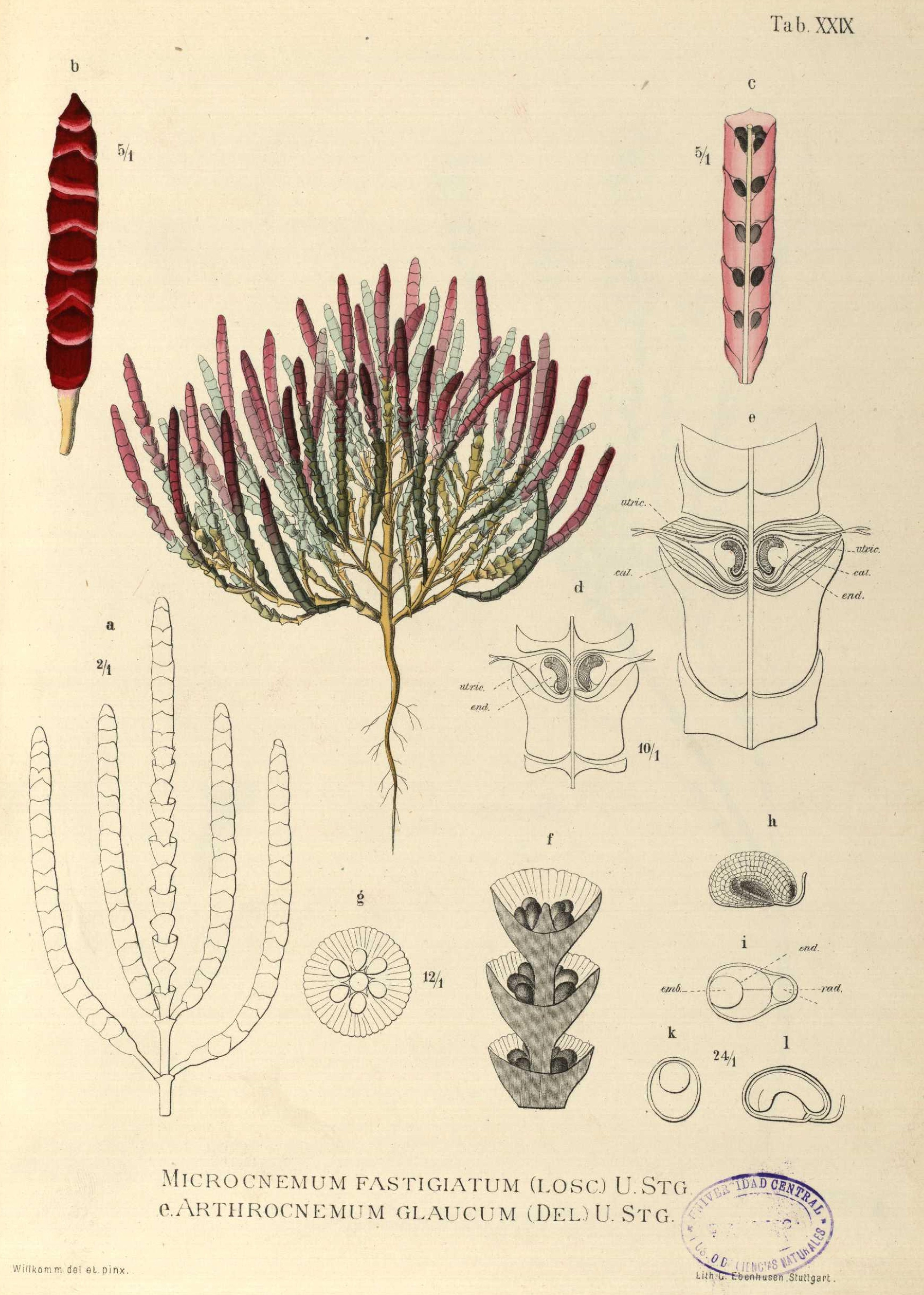